# Welcome 2 America (Album)
Welcome 2 America (englisch für Willkommen in Amerika) ist das dritte von Prince postum erschienene Studioalbum, das am 30. Juli 2021 bei dem Label Legacy Recordings / NPG Records veröffentlicht wurde. Alle zwölf Songs arrangierte, komponierte und produzierte Prince bereits im Frühjahr 2010 und stellte das Album im Herbst fertig, brachte es aber, für die Öffentlichkeit aus unbekannten Gründen, nicht heraus.
Die Musik zählt zu den Genres Contemporary R&B, Funk, Pop, Rock und Soul. Die für Prince meist ungewöhnlich ernsten Liedtexte handeln hauptsächlich von Ausbeutung, Desinformation, Glauben, Kapitalismus und Rassismus. Als Gastmusikerin wirkt Tal Wilkenfeld mit. Musikkritiker bewerteten Welcome 2 America überwiegend positiv und aus kommerzieller Sicht erreichte das Album in mehreren Ländern Top-Ten-Platzierungen, erzielte aber weder Gold- noch Platinstatus.
Obwohl Prince das Album nicht veröffentlichte, nannte er seine damalige US-Tournee Welcome-2-America-Tour; er absolvierte sie von Dezember 2010 bis Mai 2011 mit seiner Begleitband The New Power Generation. Dabei gastierten Musiker wie Alicia Keys, Carlos Santana, Stevie Wonder und Whitney Houston sowie die Schauspielerinnen Alyssa Milano, Christina Applegate, Halle Berry, Rosario Dawson und Susan Sarandon auf der Bühne.
Das Album ist unter anderem in einer Deluxe-Edition mit einer Blu-ray Disc von einem Livekonzert am 28. April 2011 im The Forum in Inglewood in Kalifornien erhältlich.

## Entstehung

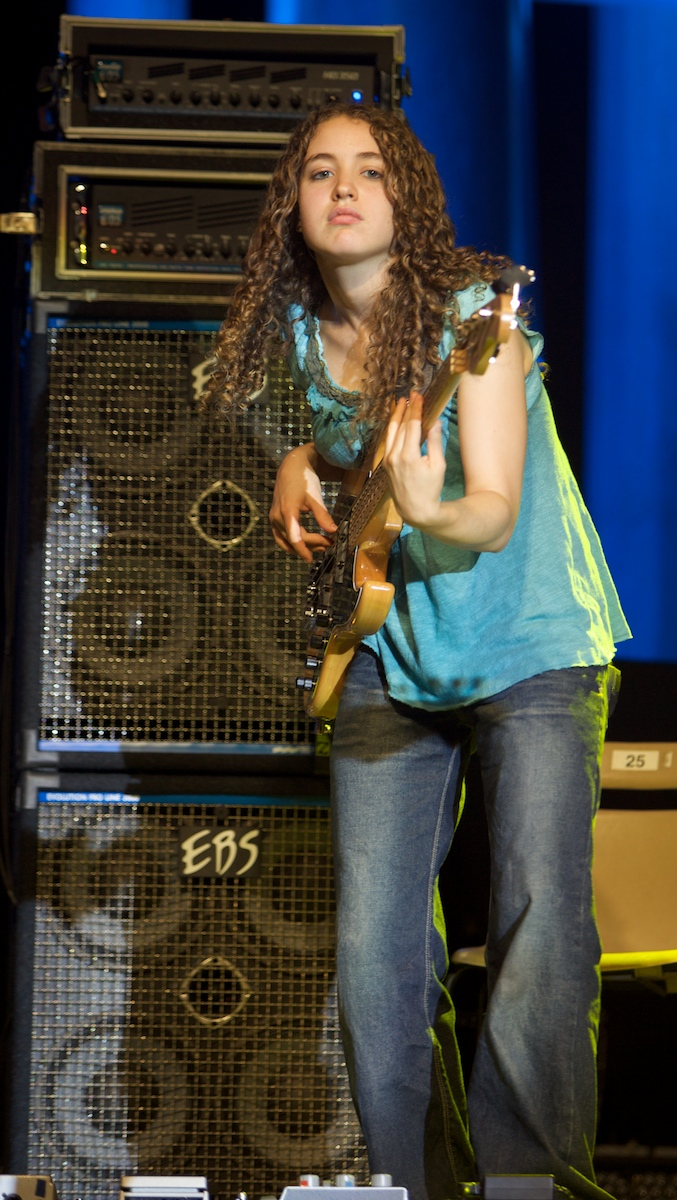
Tal Wilkenfeld, 2009

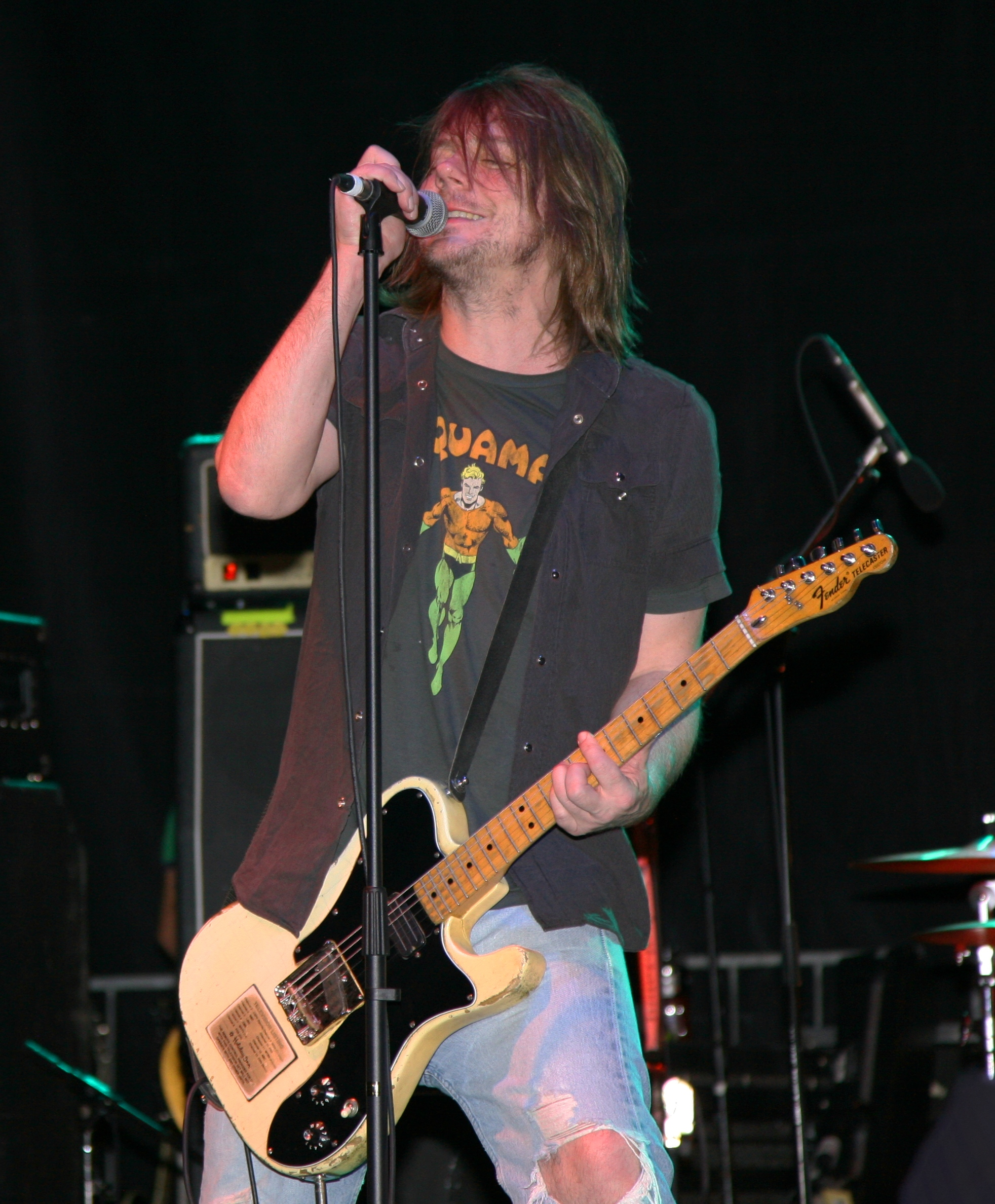
Dave Pirner, 2010

Alle zwölf Songs nahm Prince im Frühjahr 2010 in seinem Paisley Park Studio in Chanhassen in Minnesota auf. Für die sieben Songs Born 2 Die, Check the Record, Hot Summer, Running Game (Son of a Slave Master), Same Page Different Book, Welcome 2 America und Yes wählte er Morris Hayes (* 1962) als Co-Produzenten aus, der damals Keyboarder in seiner Begleitband The New Power Generation war.
Als Bassistin für die Albumaufnahmen engagierte Prince die Australierin Tal Wilkenfeld, die er erstmals im Jahr 2008 kontaktierte, was für sie sehr überraschend gewesen sei. 2009 spielten die beiden drei Tage lang in einem Tonstudio in Los Angeles in Kalifornien zusammen Musik und im März 2010 lud sie Prince ins Paisley Park Studio ein, um mit ihr Songs aufzunehmen. Die Aufnahmen beschrieb Wilkenfeld im Jahr 2021 folgendermaßen: „Ich habe mir einfach alles ausgedacht; er gab mir keine Anweisungen, was ich spielen sollte, außer einem Akkord hier oder da. Es hieß einfach: Mach’ dein Ding. Ich habe nie die Texte gehört, wusste nie, worum es in den Songs ging, habe nie die Melodie gehört. Es war, als ob wir Hellseher sein mussten, wenn wir spielten“, erinnerte sie sich. Als Schlagzeuger engagierte Prince Ende 2009 Chris Coleman (* 1979), der zuvor mit Chaka Khan und Rachelle Ferrell zusammenspielte; er ist nicht verwandt mit The Revolution-Mitglied Lisa Coleman und letztendlich arbeitete Prince weder mit ihm noch mit Wilkenfeld im weiteren Verlauf seiner Karriere zusammen.
Am 10. März 2010 nahm Prince Check the Record auf und spielte den Song das erste und einzige Mal live bei einem Konzert am 18. Januar 2013 im Dakota Jazz Club & Restaurant in der Metropolregion Minneapolis–Saint Paul in Minnesota. Die beiden Stücke 1000 Light Years from Here und Same Page Different Book nahm er am 11. März 2010 auf, wobei er Same Page Different Book am 6. Januar 2013 über seinem damaligen YouTube-Kanal mit Namen Prince & 3rdEyeGirl Streams als Audio streamte. Das Stück 1000 Light Years from Here integrierte Prince in den Song Black Muse, den er im Dezember 2015 auf seinem 39. und zu Lebzeiten letzten Studioalbum HITnRUN Phase Two veröffentlichte.
Die drei Songs Born 2 Die, Running Game (Son of a Slave Master) und When She Comes spielte Prince am 12. März 2010 ein, wobei er When She Comes ebenfalls auf HITnRUN Phase Two platzierte, allerdings umfangreicher instrumentiert. Über den Aufnahmeprozess von Born 2 Die sagte Co-Produzent Morris Hayes, das Stück habe Prince in der Zeit komponiert, als Präsident Barack Obama im ersten Jahr seiner Amtszeit war und Prince über die Probleme der schwarzen Gemeinschaft sowie die Rolle, die er zu spielen hoffte, intensiv nachdachte. Prince nahm den Song zuerst mit Chris Coleman und Tal Wilkenfeld auf, anschließend steuerten die Begleitsängerinnen Elisa Fiorillo, Liv Warfield und Shelby J. Gesangsharmonien über die von ihm gesungene Melodie bei. Danach stellte Hayes die Produktion des Songs fertig. Bei dieser Gelegenheit habe Prince über seine Inspiration des Songs gesprochen und erzählt, wie Born 2 Die zustande kam. „Er hatte sich Videos seines Freundes Dr. Cornel West auf YouTube angeschaut, und während einer Rede sagte Dr. West: ‘Ich liebe meinen Bruder Prince, aber er ist kein Curtis Mayfield’. Da sagte Prince: ‘Ach wirklich? Wir werden sehen’“.
Die beiden Stücke Welcome 2 America und Yes nahm Prince am 15. März 2010 auf. Vier Tage später überarbeitete er seine Coverversion von Stand Up and B Strong, die er ursprünglich im Jahr 2007 eingespielt hatte, damals aber nicht veröffentlichte. Das Stück komponierte Dave Pirner von der US-Rockband Soul Asylum und brachte es im Jahr 2006 auf deren Album The Silver Lining heraus. 2010 erwähnte Prince den Song in einem Interview in der Juli-Ausgabe der US-Zeitschrift Ebony.
Hot Summer und One Day We Will All B Free… nahm Prince Mitte März 2010 auf, doch die genauen Aufnahmedaten sind der Öffentlichkeit nicht bekannt. Das Stück Hot Summer wurde mit seiner Genehmigung am 7. Juni 2010, seinem 52. Geburtstag, von der öffentlich-unabhängigen Rundfunkgesellschaft Minnesota Public Radio im Hauptprogramm „The Current“ gespielt. Den Song 1010 (Rin Tin Tin) nahm Prince entweder im März oder April 2010 auf, wobei das genaue Aufnahmedatum der Öffentlichkeit ebenfalls nicht bekannt ist. Abschließende Arbeiten führte er im Herbst 2010 an den beiden Songs 1000 Light Years from Here und dem Titelstück durch.
Das Album Welcome 2 America veröffentlichte Prince nicht, was in seiner Karriere aber keine Seltenheit war; er nahm verschiedene Alben auf, die er letztendlich nicht herausbrachte, beispielsweise Dream Factory (1986), Camille (1987), Playtime by Versace (1995) oder 20Ten Deluxe (2010). Fünf Jahre nach seinem Tod kündigte The Prince Estate („Der Prince-Nachlass“) am 8. April 2021 per Pressemitteilung die Veröffentlichung des Albums an. Nach Piano & A Microphone 1983 (2018) und Originals (2019) ist Welcome 2 America das dritte postum veröffentlichte Studioalbum von Prince.

## Gestaltung des Covers
Die CD und das Booklet stecken in einem aufklappbaren Digipak. Auf dem Frontcover ist ein Porträtfoto von Prince aus dem Jahr 2010 mit Blick frontal zur Kamera gerichtet zu sehen. Seine linke Gesichtshälfte ist von dem Gitarrenhals einer E-Gitarre verdeckt und seine beiden Ringfinger zieren auffälliger Schmuck. Er trägt ein schwarzes Oberhemd und dazu farblich abgestimmt eine goldbraune kurze Jacke. Der Hintergrund ist weiß. Die Aufnahme machte der kanadische Fotograf Mike Ruiz (* 1964) und diente bereits als Frontcover zu dem Tourbuch von der Welcome-2-America-Tour in den Jahren 2010 und 2011. Auf dem Album-Rückcover ist ebenfalls ein Prince-Foto von Ruiz zu sehen, zudem ist die Tracklist abgedruckt. Das 16-seitige Booklet enthält alle Liedtexte der Albumsongs, außerdem sind fünf weitere Fotos von Prince aus dem Jahr 2010 zu sehen.
Die Deluxe-Edition von Welcome 2 America enthält neben der CD auch eine Doppel-LP im schwarzen Vinyl sowie eine Blu-ray Disc von dem Konzert am 28. April 2011 im The Forum in Inglewood in Kalifornien. Die Edition wurde von dem französischen Artdirector und Fotograf Mathieu Bitton (* 1973) sowie von dem Creative Director und ehemaligen Prince-Gitarrentechniker Trevor Guy – Ehemann von 3rdEyeGirl-Bassistin Donna Grantis – entworfen. Sie enthält ein 32-seitiges Booklet im Format 12 × 12 cm mit diversen Fotos von Prince aus der Welcome-2-America-Ära. Außerdem ist ein Pergamentumschlag vorhanden, der folgende Memorabilia von dem Konzert am 28. April 2011 enthält: ein Replikat von der Setlist, eine Eintrittskarte und eine VIP-Einladung. Zudem sind Backstage-Pässe und ein Poster im Format 23 × 36 cm enthalten.

## Musik und Liedtexte
Die Musik zählt zu den Genres Contemporary R&B, Funk, Pop, Rock und Soul. Gemäß The Prince Estate dokumentiert Prince in den Liedtexten seine „Sorgen, Hoffnungen und Visionen für eine sich verändernde Gesellschaft“ und beschreibt, wie er „eine Ära der politischen Spaltung, Desinformation und eines erneuten Kampfes für Rassengerechtigkeit vorausschauend“ vorwegnehme. Die meisten Songs singt er melodisch vertont, nur das Titelstück trägt Prince im Sprechgesang vor. Neben seinem charakteristischen Falsettgesang benutzt er auch tiefere Stimmlagen.
Bis auf When She Comes wirken in allen Songs die Begleitsängerinnen Elisa Fiorillo (* 1969), Liv Warfield (* 1979) und Shelby J. (* 1972) mit; Fiorillo ist auch unter dem angeheirateten Nachnamen Dease ihres im Jahr 2019 verstorbenen Ehemanns bekannt, und die Abkürzung „J.“ steht bei Shelby J. für Johnson. Als Gastmusikerin ist Tal Wilkenfeld vertreten, die in zehn Songs E-Bass spielt.
1. Welcome 2 America
Das Titelstück ist aus dem Bereich Funk, angehaucht von Jazz. Dabei erinnern die Arrangements, Melodie und Struktur phasenweise an den Song P. Funk (Wants to Get Funked Up) von Parliament aus dem Jahr 1975. Der zuweilen sozialkritische Liedtext von Welcome 2 America besteht ausschließlich aus einem von Prince gehaltenen Monolog, in dem er sich unter anderem über die Oberflächlichkeit der sozialen Medien und über die Monopole in der Musikindustrie äußert. Er kommt zu dem Schluss, dass Amerika das „Land der Freien“, aber auch die „Heimat der Sklaven“ ist.[15]
2. Running Game (Son of a Slave Master)
In dem ernsten Liedtext behandelt Prince das Thema Rassismus und meint: „Im 21. Jahrhundert geht es immer noch um Gier und Ruhm. Ich bin kurz davor, verrückt zu werden“. Zudem beschreibt er einen Mikrokosmos von Arm gegen Reich und thematisiert, wie Newcomer von dem Musikgeschäft ausgenutzt werden.[16] In einigen Strophen übernahm Shelby J. den Hauptgesang.
3. Born 2 Die
Der Song ist dem Genre Contemporary R&B zuzuordnen. In dem von Prince ausschließlich im Falsett gesungenen Liedtext thematisiert er das Schicksal einer Frau, die offensichtlich aus einer perspektivlosen Situation stammt und ihren Weg durch die Städte „von New York bis L.A.“ (Entfernung ungefähr 4.500 km) verloren antritt. Am Ende des Songs fällt sie „aus dem Fenster im dritten Stock“, aber Prince lässt offen, ob sie diesen Sturz überlebt oder nicht.[17]
4. 1000 Light Years from Here
Das aus dem Genre Contemporary R&B, Pop und Soul stammende Stück wirkt fröhlich, besitzt aber ebenfalls einen ernsten Liedtext und handelt von der Unerreichbarkeit des American Dream, insbesondere für ärmere Menschen und ethnische Minderheiten. Beispielsweise singt Prince: „Wir können unter Wasser leben“, was „nicht schwer“ ist, „wenn man nie Teil des Landes [USA] auf dem Trockenen war“. Zudem „ist das Leben im Ghetto nichts als Angst“ was jedoch „1000 Lichtjahre von hier entfernt“ ist.
5. Hot Summer
Der Track ist aus dem Bereich Dance-Pop und Elektronische Tanzmusik. Im Gegensatz zu den überwiegend ernsteren Album-Liedtexten ist der Song eine Ode auf einen heißen Sommer. Neben den Begleitsängerinnen Elisa Fiorillo und Shelby J. ist im Refrain Liv Warfield mit „Hot Summer, Yeah“ markant zu hören.
6. Stand Up and B Strong
Die erste Strophe in dem Rocksong singt Fiorillo, im weiteren Verlauf dominiert Prince’ Gitarrenspiel. Der Liedtext spricht Menschen Mut zu, die sich in einer misslichen Lebensphase befinden.
7. Check the Record
Die Nummer ist aus dem Genre Funk und Rock. Im Liedtext deutet Prince an, einen Freund mit seiner Freundin betrogen zu haben: „Es scheint, als wäre deine Freundin in meinem Bett gewesen. Sie hat mich zuerst angerufen. Kein Rendezvous. Das klingt nach Drama. Was wirst du jetzt tun?“ Ferner macht Prince Anspielungen auf die beiden Songs If It Makes You Happy (1996) und My Favorite Mistake (1998) von Sheryl Crow, mit der er im Jahr 1999 auf seinem Album Rave Un2 the Joy Fantastic zusammenarbeitete.
8. Same Page Different Book
Im Funk-Track befasst sich Prince im Liedtext damit, wie Menschen unterschiedliche Ansichten über Philosophie und Religion besitzen. Doch am Ende des Tages sind alle Menschen auf der gleichen Seite.[18]
9. When She Comes
Die sanfte von Blues inspirierte Ballade trägt Prince erneut im Falsett vor. Im leicht anzüglichen Liedtext beschreibt er die Gefühlswelt seiner Geliebten beim Orgasmus. Eine überarbeitete Version des Songs veröffentlichte Prince im Dezember 2015 auf seinem Album Hitnrun Phase Two.
10. 1010 (Rin Tin Tin)
In dem zuweilen kryptisch wirkenden Liedtext fragt Prince über abgehackten Klavierakkorden: „Was könnte seltsamer sein als die Zeiten, in denen wir leben?“ Außerdem prangert er „zu viele Informationen“ und eine „Wildnis der Lügen“ an.[16]
11. Yes
In dem von New Wave und Synthesizer beeinflussten Song ruft Prince zu positivem Denken auf. Bereits im Jahr 1985 hatte er einen gleichnamigen Song veröffentlicht, und zwar auf dem Album seines damaligen Nebenprojekts The Family. Allerdings ist jene Version ein Instrumentalstück und besitzt keine Gemeinsamkeiten mit derjenigen auf Welcome 2 America.
12. One Day We Will All B Free…
Das Stück ist im mid-tempo geschrieben und von Soul beeinflusst. Im Liedtext geht Prince unter anderem kritisch mit der Kirche und mit dem Bildungssystem in den Vereinigten Staaten um; beispielsweise singt er: „Du gehst in die Kirche, nur um dir etwas aufschwatzen zu lassen“ und „Du gehst nur zur Schule, um zu lernen. Über Dinge, die nie existiert haben“. Außerdem erwähnt Prince die historischen Personen Benjamin Banneker, Benjamin Franklin und George Washington, weil diese – seiner Meinung nach – repräsentativ für Heuchelei im 18. Jahrhundert der USA gewesen sind, da sie die Ideale der Freiheit von Menschen betonten, gleichzeitig aber die Sklaverei aufrechterhielten.

## Titelliste und Veröffentlichungen
| 1                                                                              | Welcome 2 America                    | 5:23 |
| 2                                                                              | Running Game (Son of a Slave Master) | 4:05 |
| 3                                                                              | Born 2 Die                           | 5:03 |
| 4                                                                              | 1000 Light Years from Here           | 5:46 |
| 5                                                                              | Hot Summer                           | 3:34 |
| 6                                                                              | Stand Up and B Strong a              | 5:18 |
| 7                                                                              | Check the Record                     | 3:28 |
| 8                                                                              | Same Page Different Book b           | 4:42 |
| 9                                                                              | When She Comes                       | 4:46 |
| 10                                                                             | 1010 (Rin Tin Tin)                   | 4:42 |
| 11                                                                             | Yes                                  | 2:56 |
| 12                                                                             | One Day We Will All B Free…          | 4:41 |
| Spieldauer: 54:29 min.                                                         |                                      |      |
| Autor aller Songs ist Prince a Autor: Dave Pirnerb Autor: Prince und Shelby J. |                                      |      |

Welcome 2 America wurde weltweit am 30. Juli 2021 veröffentlicht. Das Album erschien in vier verschiedenen Ausgaben: als Deluxe-Edition mit CD und einer Blu-ray Disc, als einzelne CD, als Doppel-LP in schwarzem Vinyl sowie als Doppel-LP in der „Exclusive Limited Edition Gold Vinyl“.

### Blu-ray Disc: 28. April 2011, The Forum in Inglewood
Die Deluxe-Edition enthält eine Blu-ray Disc von dem Livekonzert am 28. April 2011 im The Forum in Inglewood in Kalifornien, das Prince im Rahmen seiner Welcome-2-America-Tour gab. Es war das 20. Konzert seiner laufenden US-Tournee und das fünfte von 15 Konzerten, die er im The Forum absolvierte. Da Prince dieses Konzert aber erst zwei Tage zuvor angekündigt hatte, wurden nur wenige Tausend Tickets für das 17.500 Zuschauer fassende The Forum abgesetzt. Deswegen wurden die übrig gebliebenen Tickets eine Stunde vor Konzertbeginn an der Abendkasse offiziell für lediglich zehn US-Dollar (damals 6,81 Euro) angeboten, um mehr Zuschauer anzuziehen.
Abgesehen von einigen seiner Top-Ten-Hits spielte Prince bei dem Konzert eine Reihe von Coverversionen, wie beispielsweise Lovergirl (1984) von Teena Marie, integriert im dritten Song 17 Days, was auf der Blu-ray Disc aber nicht erwähnt ist. Als Tänzerinnen wirken die Zwillinge Maya und Nandy McClean (* 18. April 1982) mit, und im achten Song Partyman tritt Sängerin Ledisi auf.
Die Blu-ray Disc erschien in 1080p HD mit Stereo-, 5.1 Surround- und Dolby-Atmos-Ton, Bonusmaterial ist nicht vorhanden.

### Singles
Von dem Album wurden mit Welcome 2 America und Hot Summer zwei Singles ausgekoppelt; das Titelstück erschien am 8. April 2021 als Download. Zudem konnte der Song auch als limitierte Single in goldfarbenem Vinyl auf der Website von The Prince Estate vorbestellt werden. Als B-Seite dient eine Liveversion von Dreamer, aufgenommen am 14. Mai 2011 vom zwölften Konzert im The Forum in Inglewood. Ursprünglich veröffentlichte Prince den Song im März 2009 als Studioversion auf seinem Album Lotusflow3r. Am 3. Juni 2021 erschien Born 2 Die als Stream, eine Single wurde nicht produziert.
Am 22. Juli 2021 wurde Hot Summer als Download veröffentlicht. Einen Tag vor der Albumveröffentlichung brachte die deutsche Ausgabe des Musikmagazins Rolling Stone in seiner August-Ausgabe den Song am 29. Juli 2021 als Vinyl-Single heraus, wobei The Bird als B-Seite dient. Der Song wurde von der Blu-ray Disc entnommen und ist somit als Liveversion zu hören. The Bird schrieb Prince ursprünglich im Jahr 1983 unter seinem damaligen Pseudonym „The Starr Company“ und gab als Co-Autor anfangs Jesse Johnson an, der damals Gitarrist bei The Time war. Doch als dieser die Band verlassen hatte und Prince den Song im Juli 1984 auf dem dritten The-Time-Album Ice Cream Castle platzierte, entfernte er Johnson als Co-Autor und trug stattdessen The-Time-Leadsänger Morris Day ein. Am 11. Januar 1985 wurde The Bird als zweite Single von dem Album ausgekoppelt und erreichte Platz 36 als Höchstplatzierung der US-Singlehitparade.
Coverversionen von Songs des Albums Welcome 2 America sind nicht bekannt.

### Musikvideos
The Prince Estate produzierte mit Welcome 2 America, Born 2 Die und Hot Summer drei Musikvideos zu Songs des Albums. Im Video zum Titelstück sind sechs verschiedene Prince-Fotos aus dem Jahr 2010 zu sehen, die in Dauerschleife nacheinander einzeln ein- und ausgeblendet werden. Das Musikvideo zu Born 2 Die zeigt lediglich das virtuelle Frontcover von der Single als Standbild, wobei der Schriftzug „Born 2 Die“ in regelmäßigen Zeitabständen ebenfalls ein- und ausgeblendet wird. Das Video zu Hot Summer zeigt auch ein Foto von Prince aus dem Jahr 2010, das in Dauerschleife herangezoomt wird.

## Mitwirkende

### Musiker
Alle Songs wurden von Prince arrangiert, komponiert, produziert und vorgetragen. Zudem spielte er alle Musikinstrumente selbst ein, wobei folgende Personen die Aufnahmen ergänzten:
- Chris Coleman – Schlagzeug in allen Songs außer 1000 Light Years from Here, 1010 (Rin Tin Tin), One Day We Will All B Free…
- Elisa Fiorillo – Backing Vocals in allen Songs außer Whe She Comes; Co-Leadsängerin in Stand Up and B Strong
- John Blackwell – Schlagzeug in 1000 Light Years from Here
- Liv Warfield – Backing Vocals in allen Songs außer When She Comes
- Morris Hayes – Drumcomputer, Keyboard und Perkussion in Check the Record; Keyboard in Hot Summer; Keyboard und Perkussion in Running Game (Son of a Slave Master), Same Page Different Book, Welcome 2 America; Keyboard, Perkussion und Saiteninstrumente in Born 2 Die
- Shelby J. – Backing Vocals in allen Songs außer When She Comes; Backing Vocals und Rap in Same Page Different Book; Co-Leadsängerin in Running Game (Son of a Slave Master)
- Tal Wilkenfeld – E-Bass in allen Songs außer 1000 Light Years from Here, 1010 (Rin Tin Tin)

### Technisches Personal
- Prince – Fotografie
- Bernie Grundman – Lacquer Cut, Mastering
- Brian Ach – Fotografie
- Dave Isaac – Toningenieur in Born 2 Die
- James “Fluff” Harley – zusätzliche Albumaufnahmen
- Jason Agel – Mixing, Toningenieur
- Kevin Mazur – Fotografie
- Kirk Johnson – A&R, Archiv-Produzent
- Mathieu Bitton – Albumdesign, Artdirector
- Michael Howe – A&R, Archiv-Produzent
- Mike Ruiz – Fotografie
- Morris Hayes – Co-Produzent in Born 2 Die, Check the Record, Hot Summer, Running Game (Son of a Slave Master), Same Page Different Book, Welcome 2 America, Yes; Mixing in Check the Record
- Randee St. Nicholas – Fotografie
- Trevor Guy – A&R, Archiv-Produzent, Albumdesign, Artdirector

### Blu-ray Disc
- Bernie Grundman – Audio-Mastering
- Chris James – Mixing
- Chris Reynolds – Produktion
- Duane Tudahl – Archiv-Produzent, Editor
- Giant Interactive – Blu-ray Disc-Authoring
- Jon Loeser – Front-of-House-Toningenieur
- Jonathan Beswick – Filmregisseur
- Kent Hutchinson – Conform-Editor
- Madje Malki – Toningenieur
- Mathieu Bitton – grafische Darstellung
- Michael Yanovich – grafische Darstellung

## Tournee

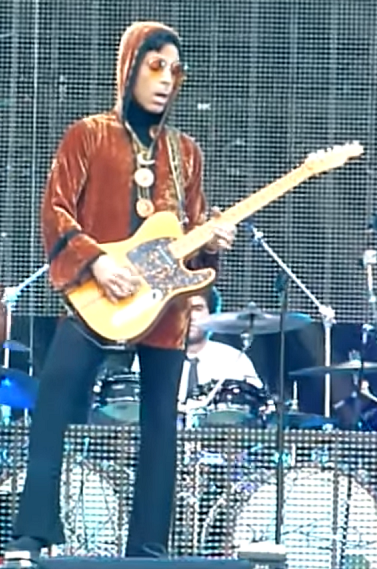
Prince, 2011

Am 14. Oktober 2010 gab Prince im Apollo Theater in New York City eine Pressekonferenz und kündigte die Welcome-2-America-Tour an, wobei er folgendes sagte: „‘Welcome 2 America’ lässt sich am besten als ‘das, worauf wir alle gewartet haben’ beschreiben. Ihr müsst oft kommen, denn jedes Mal, wenn wir spielen, ist es etwas Neues. Kein Konzert ist jemals das Gleiche. Bringt Freunde mit, bringt eure Kinder mit und bringt Fußspray mit, denn... es wird funky.“
Die Welcome-2-America-Tour begann am 15. Dezember 2010 im Izod Center in New Jersey und endete am 29. Mai 2011 im The Forum in Inglewood. Die Tournee fand ausschließlich in den USA statt, umfasste 33 Konzerte und spielte ungefähr 20 Millionen US-Dollar (damals ungefähr 14,1 Millionen Euro) ein. Ursprünglich wollte Prince im The Forum 21 Konzerte absolvieren und nannte diesen Tour-Abschnitt „21 Nite Stand“. Doch das Zuschauerinteresse war geringer als kalkuliert, so dass er diesen Abschnitt auf 15 Konzerte reduzierte. Er spielte bei jedem Konzert eine andere Setlist und die Konzertlänge variierte zwischen zwei und drei Stunden.
Bei der Tournee traten zahlreiche musikalische Gäste auf, beispielsweise Esperanza Spalding, Lalah Hathaway und Misty Copeland (15. Dezember 2010), Maceo Parker und Sheila E. (17. Dezember 2010), Questlove (18. Dezember 2010), Cyndi Lauper und Janelle Monáe (29. Dezember 2010), Mos Def, Neal Sugarman, Sharon Jones und Stephen Hill (18. Januar 2011), CeeLo Green und Frédéric Yonnet (7. Februar 2011), Carlos Santana (21. Februar 2011), Larry Graham (23. Februar 2011), Chaka Khan (23. März 2011), Alicia Keys (22. April 2011), Ledisi (28. April 2011), Gwen Stefani und Nikka Costa (30. April 2011), Whitney Houston (5. Mai 2011), Adam Lambert und Nicole Scherzinger (7. Mai 2011), Stevie Wonder (13. Mai 2011), Amel Larrieux und Ciara (14. Mai 2011), Bria Valente (21. Mai 2011) sowie Andy Allo und Mary J. Blige (28. Mai 2011).

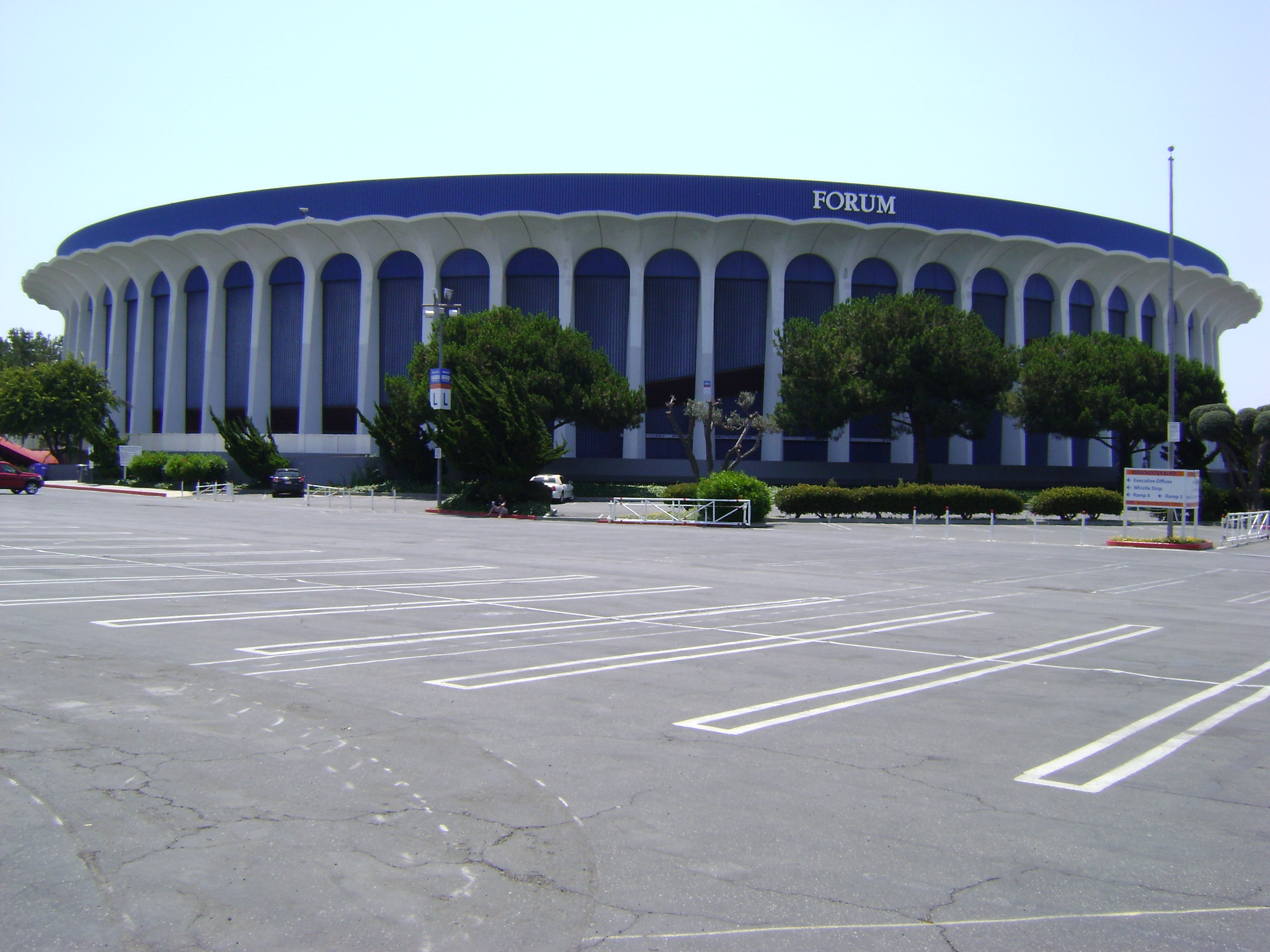
Die Mehrzweckhalle The Forum in Inglewood, 2008

Neben den genannten musikalischen Gästen traten bei Konzerten im Jahr 2011 auch Moderatoren und Schauspieler auf, wie Jimmy Fallon (18. Januar), Chris Rock (7. Februar), Cuba Gooding junior und Rosario Dawson (22. April), Cedric the Entertainer (5. Mai), Craig Robinson, Halle Berry und Susan Sarandon (14. Mai), Alyssa Milano, Holly Robinson Peete und Jenna Elfman (27. Mai) sowie Christina Applegate (29. Mai 2011).
Ursprünglich wollte Prince Tal Wilkenfeld als Bassistin für seine Welcome-2-America-Tour engagieren. Doch sie musste ablehnen, weil sie bereits Auftritte mit Beck und Herbie Hancock gebucht hatte. Seine Begleitband The New Power Generation bestand somit aus den folgenden acht Mitgliedern:
- Cassandra O’Neal – Backing Vocals, Keyboard
- Elisa Fiorillo (damals Elisa Dease) – Backing Vocals
- Ida Kristine Nielsen – Backing Vocals, E-Bass
- John Blackwell (* 9. September 1973; † 4. Juli 2017) – Schlagzeug
- Liv Warfield – Backing Vocals
- Morris Hayes – Backing Vocals, Keyboard
- Renato Neto – Keyboard
- Shelby J. – Backing Vocals
- Ab 14. April 2011: The Twinz (Maya McClean und ihre Zwillingsschwester Nandy McClean) – Backing Vocals, Tänzerinnen

Vom 30. Juni bis zum 17. August 2011 ging Prince mit The New Power Generation auch in Europa auf Tournee und nannte diese „Welcome 2 America Euro Tour 2011“. Er gab insgesamt 21 Konzerte, inklusive acht Auftritte bei sechs Musikfestivals: am 2. Juli beim Open’er Festival in Polen, am 3. Juli beim Glastonbury Festival in England, am 9., 10. und 11. Juli beim North Sea Jazz Festival in den Niederlanden, am 15. Juli beim Umbria Jazz in Italien, am 9. August beim Sziget in Ungarn und am 12. August beim Way Out West Festival in Schweden. Außerdem trat Prince das letzte Mal in seiner Karriere in Deutschland und in der Schweiz live auf; am 28. Juli 2011 in der Lanxess Arena in Köln und am 17. August 2011 im Hallenstadion in Zürich.
Vom 25. November bis zum 17. Dezember 2011 spielte Prince unter dem Motto „Welcome 2 Canada Tour“ noch elf Konzerte in Kanada, womit er in Nordamerika letztendlich insgesamt 44 Konzerte absolvierte. Vom 11. Mai bis zum 30. Mai 2012 gab er mit seiner „Welcome 2 Australia Tour“ acht Konzerte in Australien und beendete die Tournee.

## Aftershows

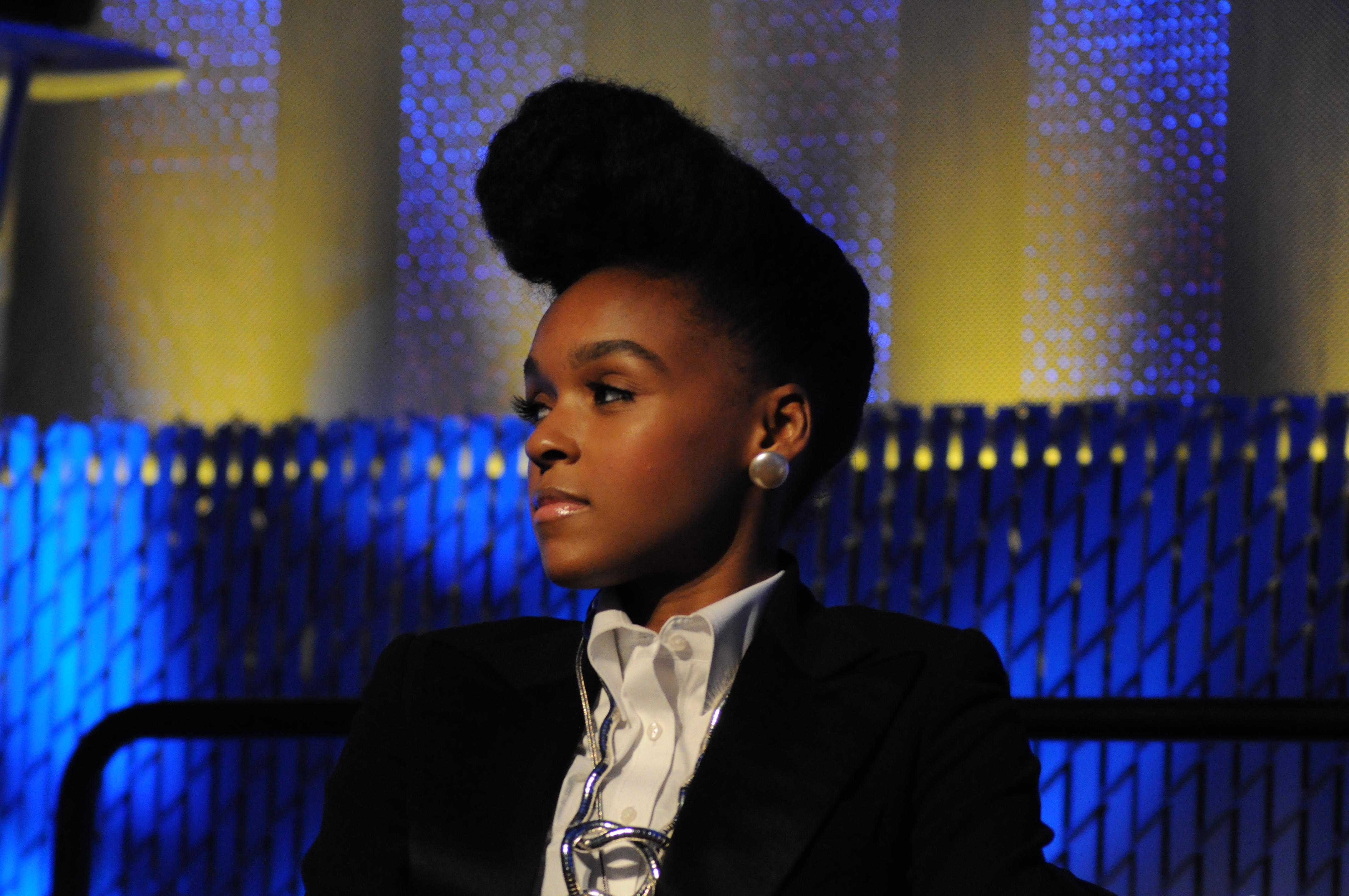
Janelle Monáe, 2010

Ab dem Jahr 1986 spielte Prince nach seinen Konzertauftritten gelegentlich eine Aftershow, also ein weiteres Konzert nach Mitternacht. Seine Aftershows fanden in kleineren Musikclubs vor meist 300 bis 1.500 Zuschauern statt; Prince verzichtete auf die aufwendigen Bühnenshows, Choreografien und Lightshows seiner Hauptkonzerte. Zudem gestaltete er die Songauswahl anders und verzichtete oftmals auf seine Top-Ten-Hits. Besondere Momente mancher Aftershows waren Gastauftritte bekannter Musiker.
Im Rahmen seiner Welcome-2-America-Tour 2010/2011 spielte Prince vier öffentliche Aftershow, bei der musikalische Gäste auftraten. Zwar gab er noch weitere Aftershows, aber diese waren nur für geladene Gäste bestimmt. Am 8. Februar 2011 gastierte Talib Kweli in einem Restaurant namens The Darby in New York City, am 1. Mai trat Sheila E. im The Forum Club in Inglewood auf, und am 7. Mai waren Esperanza Spalding und Macy Gray live auf der Bühne im The Forum Club zu sehen. Außerdem gastierte Janelle Monáe am 14. Mai 2011 im The Forum Club.
Bei der Welcome-2-America-Euro-Tour 2011 absolvierte Prince nach zwei der 21 Konzerte eine Aftershow. Diese gab er am 6. und 8. August 2011 im Musikklub Amager Bio in Kopenhagen, wobei bei der ersten Aftershow Chaka Khan, Nikka Costa und Paloma Faith auftraten. Bei der zweiten gastierten Janelle Monáe und erneut Costa und Faith. Ähnlich wie in den USA spielte Prince noch weitere Aftershows, die für die Öffentlichkeit aber nicht bestimmt waren.

## Rezensionen
Musikkritiker bewerteten Welcome 2 America überwiegend positiv und gaben oftmals vier von fünf Sternen. Vor allem wurden einige Liedtexte gelobt, da diese im Jahr 2021 aktuell und zeitgemäß wirkten, obwohl Prince die Songs bereits im Jahr 2010 geschrieben hatte. Die Website Metacritic errechnete eine Durchschnittsbewertung von 76 %, basierend auf 16 Rezensionen englischsprachiger Medien.
Ed Power von The Daily Telegraph gab vier von fünf Sternen und betitelte seine Rezension mit der Überschrift: „Mit ‘Welcome 2 America’ kehrt Prince auf den Höhepunkt seines Könnens zurück“. Das Album „des Superstars ist klanglich vielfältig, politisch vorausschauend und vor allem: herrlich funky“. Es sei eine „sehr angenehme Überraschung“, Prince „auf Hochtouren zu erleben“. Wenn man sich das Album anhöre, falle es schwer, „nicht zu der Erkenntnis zu kommen, dass er einfach nur dumm war“, es nicht veröffentlicht zu haben. Obwohl Welcome 2 America „in keiner Weise mit seinem unschlagbaren Erfolg von den späten Siebzigern bis zu den frühen Neunzigern vergleichbar“ sei, „ist es eine mehr als respektable Ergänzung der Prince-Hitparade“. Thematisch sei das Album eines der „vielfältigsten Werke aus dem letzten Jahrzehnt seines Lebens“, denn die Liedtexte „scheinen die große Rassendiskriminierung vorwegzunehmen, die Amerika seit dem Tod von George Floyd“ am 25. Mai 2020 durchlebe. Musikalisch stünden „Afrofuturistische Slow Jams“ neben „wunderbar gefühlvollen Power-Balladen“. Unter seinen „vielen Talenten“ hatte Prince „immer ein Händchen dafür, das Politische und Polemische wahnsinnig und groovig zu machen“, wie das Stück Running Game (Son of a Slave Master) beweise, das sich mit Rassenvorurteilen auseinandersetze. Letztendlich sei „die ultimative Botschaft“ des Albums „einfach: Selbst als die Dämmerung hereinbrach, blieb sein Genie bestehen“, zog Power als Fazit.
Alexis Petridis von The Guardian verteilte ebenfalls vier von fünf Sternen. Welcome 2 America sei Prince’ bisher bestes Album im 21. Jahrhundert. Man höre „eine Sammlung von größtenteils brillanten, sozial bewussten Songs“, die oft vom Soul der frühen 1970er Jahre inspiriert seien, was vor allem in Born 2 Die zur Geltung komme. Zudem biete der Liedtext in Running Game (Son of a Slave Master) eine bessere Erklärung für Prince’ Einwände gegen die Beziehung zwischen schwarzen Künstlern und einer überwiegend weißen Musikindustrie als einfach nur den Schriftzug „Slave“ auf seine Wange zu schreiben. Der Song 1000 Light Years from Here unterlege seine Fantasie von einer „erleuchteten Unterwasser-Utopie mit schwärmerischem, streicherbesetztem Pop-Soul“, und „der glitzernde Glam-Soul-Hybrid“ in Yes passe zum revolutionären Eifer des Songs. Das Stück One Day We Will All B Free… bezeichnete Petridis als „einfach fantastisch“. Trotzdem sei das Album aber „nicht perfekt“; das Staccato 1010 (Rin Tin Tin) beschrieb er zwar als „interessant, aber unbedeutend“, und die Coverversion von Stand Up and B Strong verblasse im Vergleich zu den „gefühlvolleren Balladen“ wie beispielsweise When She Comes. Generell wirke der Inhalt des Albums jedoch „nicht veraltet“ und der „posthume Kult um Prince“ garantierte ihm mehr Aufmerksamkeit, als es im Jahr 2010 der Fall gewesen wäre, meinte Petridis.
Fiona Shepherd von The Scotsman verteilte auch vier von fünf Sternen und bezeichnete den Liedtext im Titelsong als „erschreckend vorausschauend“. Das Album sei „eine musikalische Spielwiese“ und kombiniere „entspannten Proto-Hip-Hop“ in Running Game (Son of a Slave Master) mit „Curtis Mayfield Pastiche“ in Born 2 Die sowie „helle Soul-Funk-Sounds“ in 1000 Light Years from Here mit „niedlichen Partymelodien“ in Hot Summer und „üppigen Slow Jam“ in When She Comes. Der Song Yes erinnere an Sly & the Family Stone, Stand Up and B Strong besitze einen „musikalischen Theaterflair“ und One Day We Will All B Free… sei eine „luftige, bewusste Seelenreflexion“.
Stephen Thomas Erlewine von AllMusic gab drei von fünf Sternen und zeigte sich mit Lob etwas zurückhaltender. Zwar bewege sich Prince mit „Leichtigkeit durch die Windungen, die Funk, Soul und Pop trennen“ und benutze seine Gitarre „als Bindeglied zwischen den Musikstilen“, doch das Album könne die Erwartungen „nicht ganz erfüllen“. Die ersten drei Songs ließen vermuten, dass Welcome 2 America „ein thematisch gewichtigeres Album sein könnte, als man es von Prince gewohnt“ sei, aber spätestens bei Hot Summer (Track 5) würde klar sein, der Rest des Albums „ist ziemliche Prince-Standardkost“. Zudem klinge es „auch sehr nach der Musik, die Prince gegen Ende seines Lebens“ produziert habe. Letztendlich sei Welcome 2 America weder „ein verschüttetes Juwel“ noch „eine Rückkehr zur Form“, sondern „eine Momentaufnahme eines exzellenten Musikers, der einen ziemlich guten Lauf im Studio“ gehabt habe.
Eamon Sweeney von The Irish Times zeigte sich sehr enttäuscht und gab lediglich einen von fünf Sternen. Welcome 2 America sei „ein halbgares Konzeptalbum mit langsamen Funk-Jams, Spoken-Word-Segmenten und Curtis Mayfield-Imitationen“. Zwar existierten „ein paar gute Momente“, wie beispielsweise im Song 1000 Light Years from Here, aber insgesamt wirke das Album wie „ein quälendes, langweiliges Durcheinander“. Zudem habe Prince „auch entsetzlich blöd sein“ können; seine Coverversion von Stand Up and B Strong beschrieb Sweeney als „schrecklichen Selbsthilfe-Song“ mit „komplett schrecklich hämmernden Gitarrenriffs“. Doch das eigentliche Problem sei, „dass so ziemlich alles, was Prince gemacht hat, von viel zu vielen Leuten als genial bezeichnet wurde, obwohl er außerhalb seiner Glanzzeit in den 1980er Jahren kaum etwas von nennenswerter Qualität veröffentlicht“ habe. Letztendlich hätte Welcome 2 America „in den Tresoren“ bleiben sollen, schrieb Sweeney.

## Chartplatzierungen
| ChartsChartplatzierungen       | Höchstplatzierung | Wochen |
| ------------------------------ | ----------------- | ------ |
| Deutschland (GfK)              | 3 (5 Wo.)         | 5      |
| Österreich (Ö3)                | 3 (4 Wo.)         | 4      |
| Schweiz (IFPI)                 | 2 (8 Wo.)         | 8      |
| Vereinigtes Königreich (OCC)   | 5 (1 Wo.)         | 1      |
| Vereinigte Staaten (Billboard) | 4 (2 Wo.)         | 2      |

| ChartsJahrescharts (2021) | Platzierung |
| ------------------------- | ----------- |
| Schweiz (IFPI)            | 93          |

Mit Welcome 2 America hat Prince mindestens eine Top-10-Platzierung in den Albumcharts der 1980er (bsp. Batman), 1990er (bsp. Love Symbol), 2000er (Musicology), 2010er (The Very Best of Prince) und 2020er Jahren in Deutschland, Österreich, in der Schweiz, im Vereinigten Königreich und in den USA erreicht. Damit ist er in seinem Heimatland nach Bruce Springsteen, James Taylor, Metallica, Ozzy Osbourne und Paul McCartney erst der sechste Künstler, der in jedem der letzten fünf Jahrzehnte in den Top 10 landete (Stand 2021). Die drei Singleauskopplungen Welcome 2 America, Born 2 Die und Hot Summer platzierten sich nicht in den internationalen Hitparaden.

## Preise
Prince wurde für die Welcome-2-America-Ära mit folgenden Auszeichnungen und Preisen geehrt:

### Helpmann Awards
24. September 2012: Gewinner für die Tournee „Welcome 2 Australia Tour“ bei den australischen Helpmann Awards in der Kategorie „Best International Contemporary Concert“.

### The New York Times
Im Dezember 2021 erstellte der Musikjournalist Jon Pareles (* 1953) von der The New York Times eine Liste der 25 besten Songs des Jahres 2021 und setzte dabei das Stück Welcome 2 America auf Platz eins.